# Groupe Radio X
Le Groupe Radio X était un réseau radiophonique  qui a été créé par RNC Media le 20 février 2009 en exportant la marque Radio X de la station CHOI-FM 98,1 FM de la ville de Québec. À la suite de changements du côté de plusieurs stations, la seule station qui est encore aujourd'hui sous la marque Radio X est la station CHOI-FM, Radio X elle-même. Aujourd'hui, le réseau n'existe donc plus. La dernière station faisant partie du réseau en plus de CHOI était CKYK-FM. Cette dernière a été vendue par RNC Média à Cogeco Média en 2018.

## Anciennes stations du réseau
| Station   | Fréquence | Durée de leur affiliation | Nom              | Ville         |
| --------- | --------- | ------------------------- | ---------------- | ------------- |
| CHOI-FM   | 98,1      | N/A                       | CHOI Radio X     | Québec        |
| CHXX-FM   | 100,9     | Inconnu-2017              | CHXX Radio X2    | Québec        |
| CKLX-FM   | 91,9      | 2012-2014                 | Radio X Montréal | Montréal      |
| CKYK-FM   | 95,7      | 2009-2018                 | KYK Radio X      | Saguenay      |
| CFTX-FM   | 96,5      | 2009-2010                 | TAG Radio X      | Gatineau      |
| CHGO-FM   | 104,3     | 2009-2012                 | GO Radio X       | Val-d'Or      |
| CJGO-FM   | 102,1     | 2009-2012                 | GO Radio X       | La Sarre      |
| CJGO-FM-1 | 95,7      | 2009-2012                 | GO Radio X       | Rouyn-Noranda |

La station CFTX-FM 96,5 (TAG Radio X) de Gatineau a fait partie du Groupe Radio X jusqu'au 26 juillet 2010, alors que CHGO-FM (GO Radio X) de Rouyn-Noranda et La Sarre ainsi que CJGO-FM-1 (GO Radio X) de Val d'Or jusqu'au 9 janvier 2012 pour ensuite devenir Capitale Rock.
Le 12 juin 2012, RNC Media a annoncé la conversion de sa station CKLX-FM 91,9 Planète Jazz à Montréal en radio parlée sous la marque Radio X qui a intégré le réseau le 20 août 2012. Elle en a fait partie jusqu'au 9 octobre 2014. Ce jour-là, a changé de nom pour Radio 9. En 2015, la station a ensuite changé de vocation pour devenir une station sportive sous la marque 91.9 Sports.
CHXX-FM était une station du réseau sous le nom de Radio X2. Elle a ensuite changé de nom pour Rock 100,9 pour ensuite changer de vocation et ainsi, devenir POP 100,9 le 30 janvier 2017
Le 24 avril 2018, Cogeco Média a annoncé l'acquisition de dix stations de radio régionales appartenant à RNC Média. Cette transaction comprenait CKYK-FM. Cela a marqué la fin de son affiliation au Groupe Radio X et ainsi, la fin «officielle» du groupe puisqu'il ne reste que CHOI-FM qui utilise aujourd'hui, la marque Radio X.